# Église Sainte-Geneviève de Guénézan à Bégard
L’église Sainte-Geneviève de Guénézan est un lieu de culte catholique situé sur la commune de Bégard, dans le département français des Côtes-d'Armor.

## Description
L'église et son placître est du XVIe et XVIIe siècles. La porte de l'édifice est garnie d'un fronton. Le clocheton est décoré de gargouilles et laisse les cloches visibles. La nef est couverte en forme de carène de navire avec fermes apparentes à jambes en forte courbe. Le calvaire est du XVIe siècle. Un socle supporte le fût polygonal. La croix de pierre est tenue par un motif de personnages, Vierge et Saint-Jean. La croix est sculptée sur ses deux faces d'un motif différent.

## Historique
L'édifice fait l'objet d'une inscription au titre des monuments historiques depuis le 19 février 1964 et 28 avril 1964.

## Galerie de photos

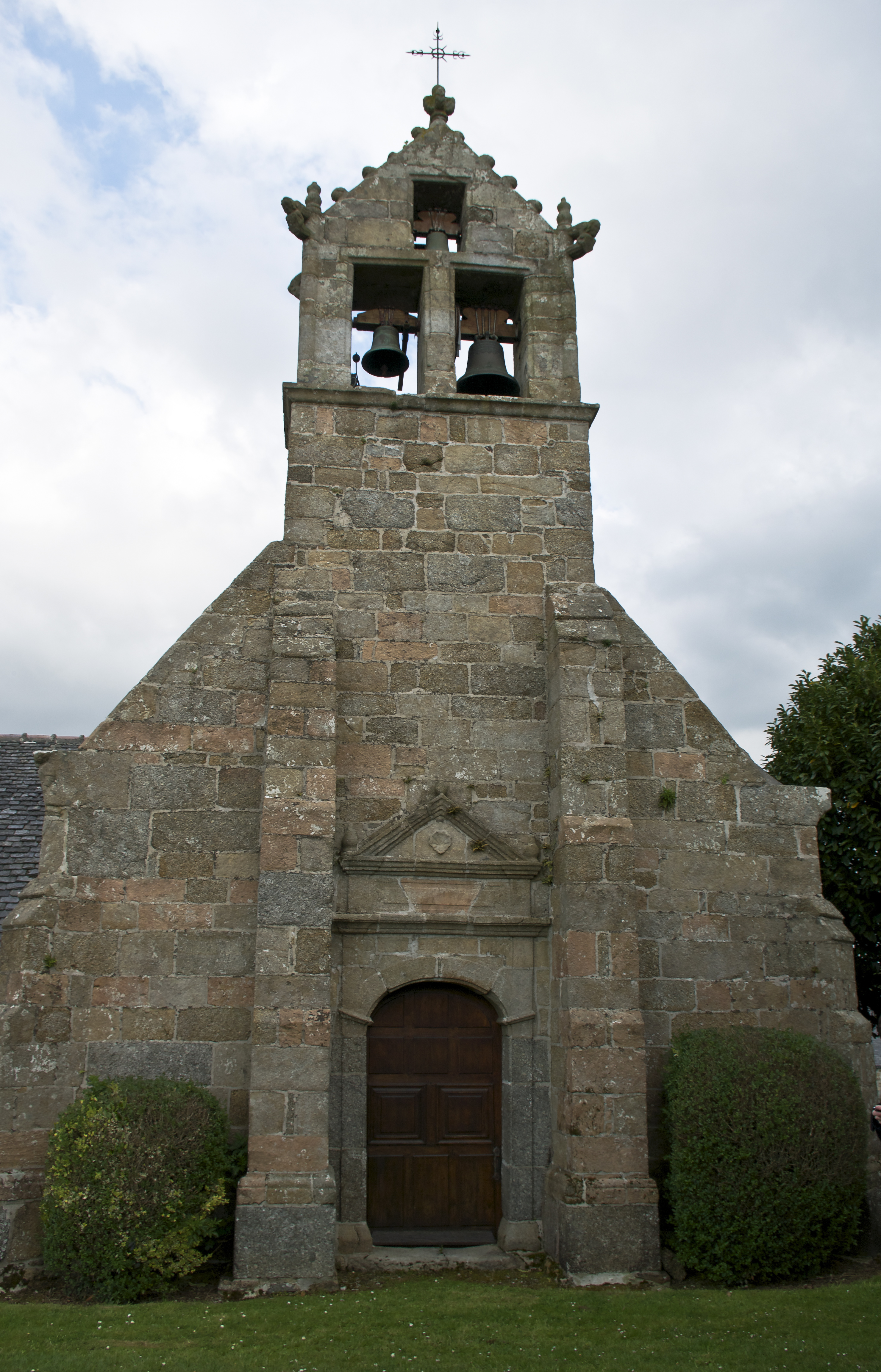
Le clocher.
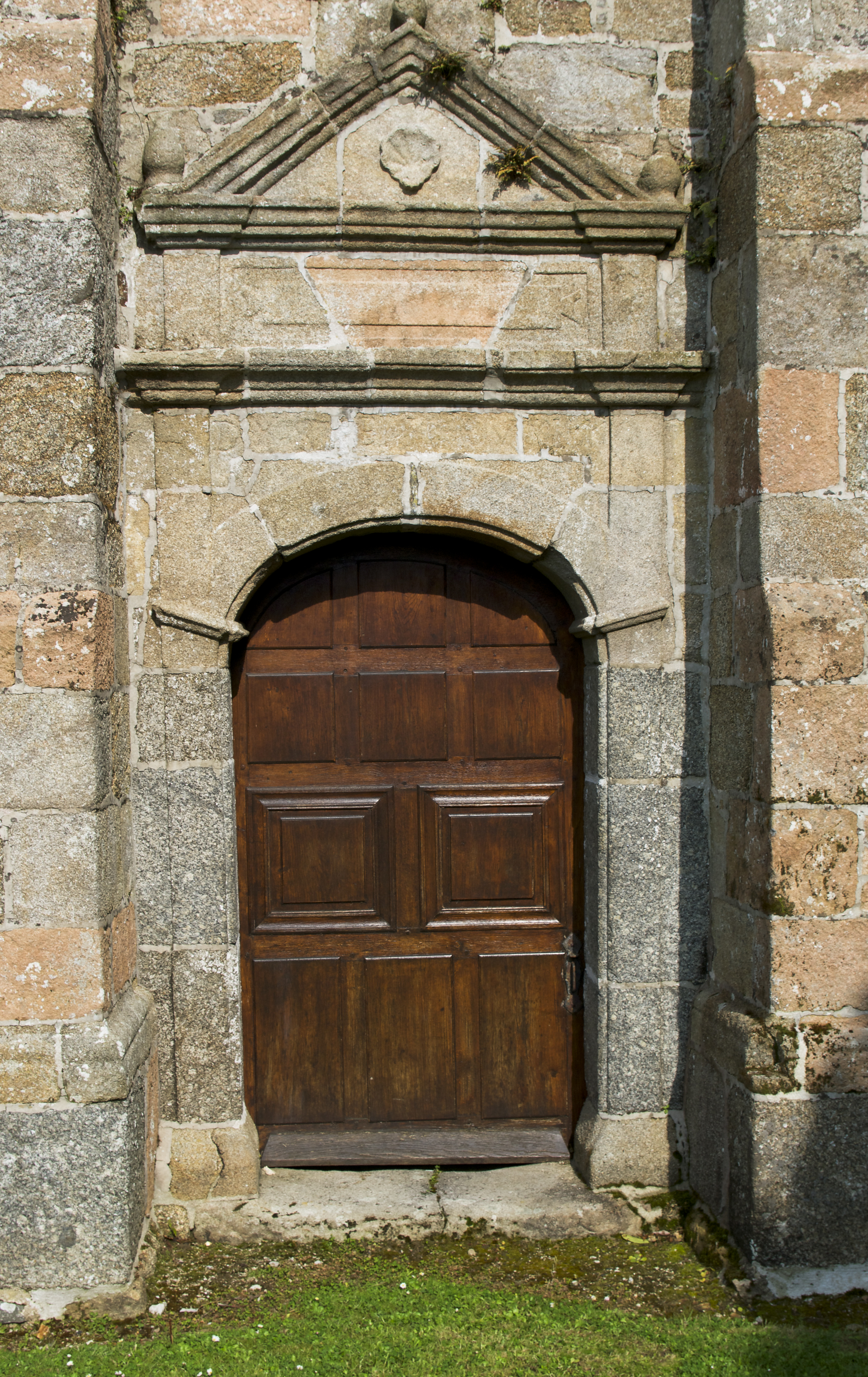
La porte et son fronton.